# Хамун
Хамун — велика група озер різного ступеня солоності (від прісних до солоних) по обидва боки кордону Ірану й Афганістану. Є устяними розливами дельти річок Гільменд, Фарахруд і Хашруд в межах Сістанської западини.

## Гідрографія
Озера є найбільшими в Афганістані. Їх висота над рівнем моря — близько 480 м. Протяжність озерної системи близько 150 км, ширина 50-70 км, середня глибина озер невелика: 1-1,5 м. Розміри і глибина озер непостійні, сильно залежать від водності приток: під час весняної повені утворюється єдина водойма площею від 2-3 до 50 000 км², в інші сезони вона розпадається на окремі озера (Хамун, озеро Сабарі й ін.). Під час великих паводків частина стоку надходить в розташовану на південь від Хамуна западину Гауді-Зірра. Найбільші зареєстровані розміри Хамуна — близько 50 000 км² — відзначалися в 1903. Під час військових дій, коли порушується звичний аграрний уклад життя Афганістану, менше води забирається на зрошення в оазах і містах, площа озер збільшується. Озера покриті очеретовимі і комишовимі заростями, по берегах — тугаї. Місцеве населення займається рибальством, є зимівлі водоплавних птахів.
Гіпермінералізоване озеро Гауді-Зира в нижній частині басейну, яке збирає надлишок води від водно-болотних угідь і в разі екстремальних паводків — і від річки Гільменд. З цього озера немає відтоку, вода втрачається через Гауді-Зира тільки в результаті випаровування.
Річка Гільменд включає в себе найбільший вододіл в басейні Систану, але озера Хамун живлять і інші дрібніші річки, які з екологічної точки зору є найважливішими частинами області Систан.
В області Систан, а також навколо нижньої ділянки річки Гільменд, населення залежить від сільського господарства. Інтенсивне рослинництво і садівництво забезпечують основу повсякденного життя, особливо на іранській стороні. В Афганістані війна завдала великої шкоди сільськогосподарському виробництву (як інфраструктурі, так і людським ресурсам) протягом останніх трьох десятиліть.
Велика частина угідь озер Хамун в Ірані, приблизно 60 000 га, визнана територією, що охороняється в рамках Рамсарської конвенції. Угіддя озер Хамун на стороні Афганістану не мають ніякого спеціального природоохоронного статусу, хоча вони являють собою забезпеченішу водою частину водно-болотних угідь з рясною рослинністю.
Кошти для існування в цьому регіоні тісно взаємопов'язані з водно-болотними угіддями і залежать від їх стану. Очеретяні зарості забезпечують корм для худоби, паливо для приготування їжі та опалення, а також сировину для ремесел і будівництва. Риболовля та полювання є важливим джерелом доходу для багатьох сімей. Ця базова залежність від водно-болотних угідь призвела до краху місцевої економіки протягом останнього періоду посухи. Сувора нестача води зруйнувала екологічну систему водно-болотних угідь і завдала шкоди сільському господарству дельти, яке, в першу чергу, базується на зрошенні з річки Гільменд. Чисельність населення в регіоні складає кілька сотень тисяч, які, в основному, проживають в Ірані. На іранській стороні уряд докладає значних зусиль щодо стабілізації і підтримки місцевого населення шляхом надання продуктів харчування, роботи та інших послуг для задоволення основних потреб.

## Галерея

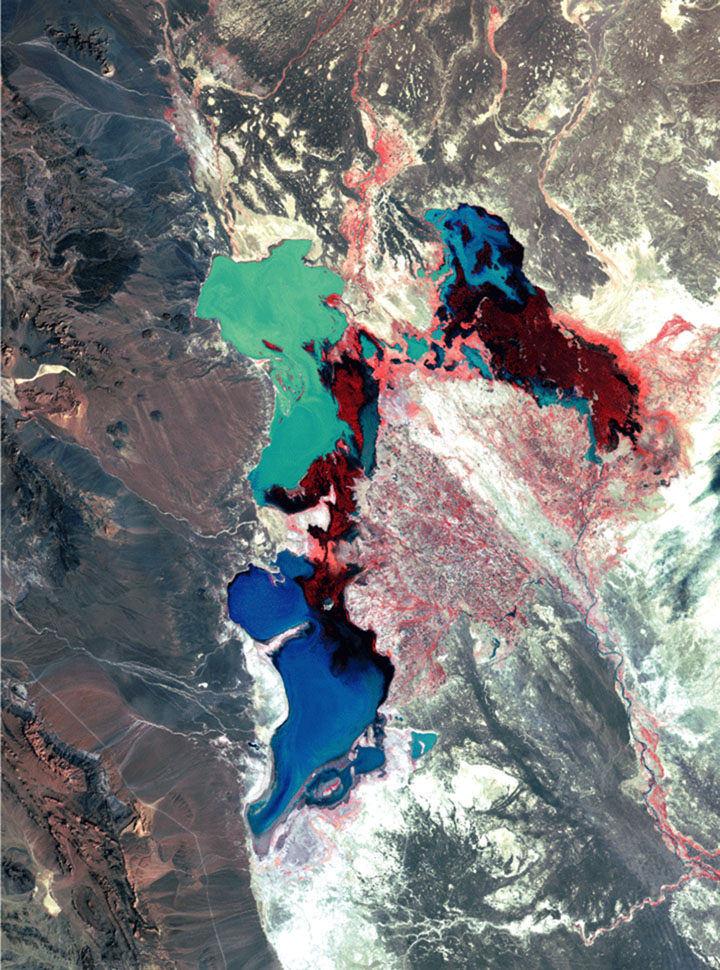
1976
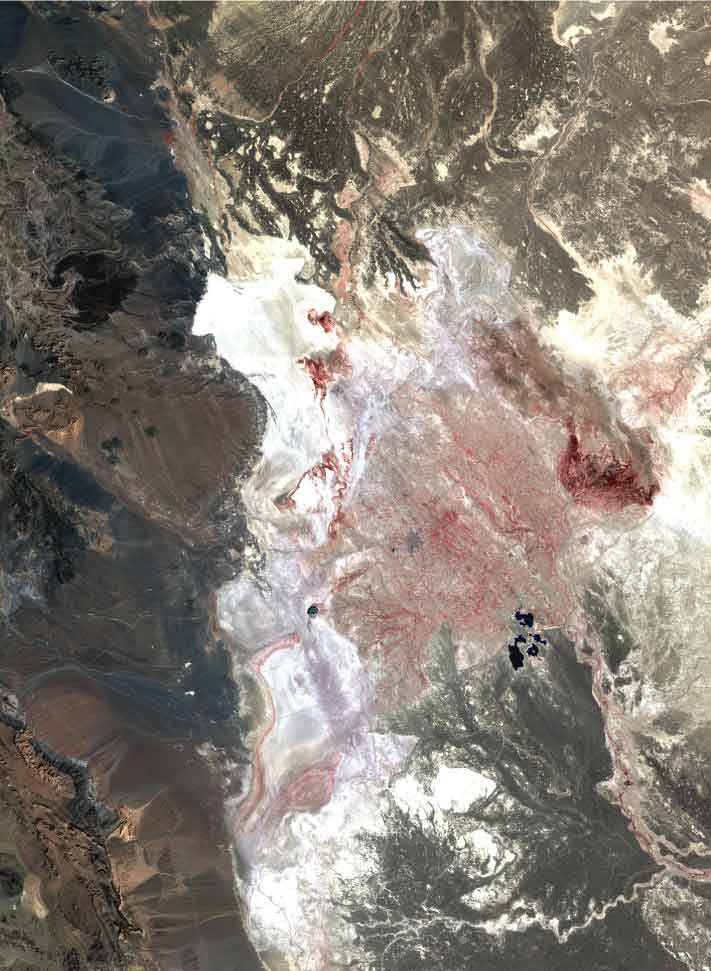
2001
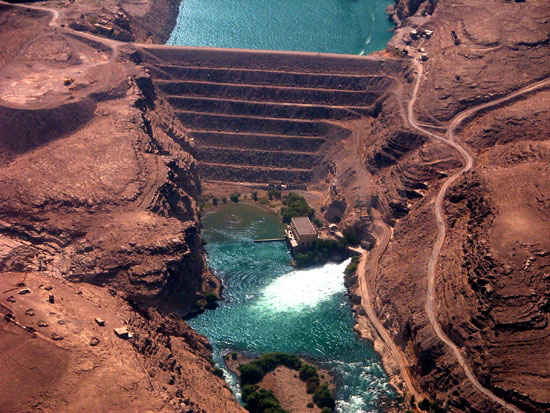
Гребля Каджакі забезпечує контроль над паводками, виробляє енергію та забезпечує іригаційні системи. Без греблі навколишній регіон був би посушливим та непридатним для господарства

| Афганістан | Це незавершена стаття з географії Афганістану. Ви можете допомогти проєкту, виправивши або дописавши її. |

| Іран | Це незавершена стаття з географії Ірану. Ви можете допомогти проєкту, виправивши або дописавши її. |